# Pliști
Pliști – wieś w Rumunii, w okręgu Alba, w gminie Gârda de Sus. W 2011 roku liczyła 13 mieszkańców.